# Ivan Katalinić
Ivan Katalinić (* 17. Mai 1957 in Trogir) ist ein ehemaliger jugoslawischer Fußballspieler und Fußballtrainer. Er gehörte der sogenannten goldenen Generation (kroat. zlatna generacija) der 1970er-Jahre des Vereins Hajduk Split an. 
In seiner Zeit als Torhüter wurde er mit dem englischen Weltklassespieler Gordon Banks verglichen und in seiner Trainerzeit wegen seiner Härte gegenüber seinen Spielern und seiner auf Angriff ausgerichteten Taktik Ivan der Schreckliche (kroat. Ivan Grozni) genannt. 

## Karriere
Katalinić spielte zwischen 1970 und 1980 im Tor von Hajduk Split und gewann in dieser Zeit vier jugoslawische Meisterschaften und fünf Mal den jugoslawischen Pokal. In dieser Zeit bestritt er zudem 13 Spiele für die jugoslawische Fußballnationalmannschaft. Anschließend wechselte er zum FC Southampton, wo er 1983 seine Spielerkarriere beendete.
Nach seiner Rückkehr zu Hajduk im Jahre 1983 war er Torwarttrainer und 1993 erstmals Cheftrainer der ersten Mannschaft Hajduks. In der Saison 1994/95 erreichte er mit dem Verein das Viertelfinale der UEFA Champions League. Später trainierte er weitere kroatische Vereine und war auch im Ausland beschäftigt. Zudem nahm er als Co-Trainer der kroatischen Nationalmannschaft an den Fußball-Weltmeisterschaften 1998 und 2002 teil und gewann 1998 die Bronzemedaille.
Erfolge als Spieler
- Jugoslawischer Meister 1971, 1974, 1975 und 1979
- Jugoslawischer Pokalsieger 1972, 1973, 1974, 1976 und 1977

Erfolge als Trainer
- Kroatischer Meister 1994, 1995 und teilweise 2005
- Kroatischer Pokalsieger 1993 und 1995
- Kroatischer Supercup 1993, 1994, 1995 und 2004

| Personendaten    | Personendaten                           |
| ---------------- | --------------------------------------- |
| NAME             | Katalinić, Ivan                         |
| KURZBESCHREIBUNG | kroatischer Fußballspieler und -trainer |
| GEBURTSDATUM     | 17. Mai 1957                            |
| GEBURTSORT       | Trogir                                  |